# Péter Török
Péter Török (18. dubna 1951 Budapešť – 20. září 1987 Budapešť) byl maďarský fotbalista, obránce. Zemřel 20. září 1987 ve věku pouhých 36 let na infarkt myokardu.

## Fotbalová kariéra
V maďarské lize hrál za Vasas Budapešť. Nastoupil ve 349 ligových utkáních a dal 10 gólů. Dále hrál ve druhé španělské lize za tým Recreativo de Huelva a po návratu ze zahraničního angažmá ve druhé maďarské lize za tým Volán SC. V roce 1977 získal s týmem Vasas SC mistrovský titul, v letech 1973 a 1981 získal se stejným týmem maďarský pohár a v roce 1970 Středoevropský pohár. V Poháru mistrů evropských zemí nastoupil ve 2 utkáních, v Poháru vítězů pohárů nastoupil v 5 utkáních a v Poháru UEFA nastoupil ve 12 utkáních a dal 1 gól. Za maďarskou reprezentaci nastoupil v letech 1973–1980 ve 35 utkáních. Byl členem maďarské reprezentace na Mistrovství světa ve fotbale 1978, nastoupil ve 2 utkáních.

## Ligová bilance
| Ročník                    | Zápasy | Góly | Klub                 |
| ------------------------- | ------ | ---- | -------------------- |
| 1. maďarská liga 1969     | 8      | 0    | Vasas SC             |
| 1. maďarská liga 1970     | 9      | 0    | Vasas SC             |
| 1. maďarská liga 1970/71  | 24     | 2    | Vasas SC             |
| 1. maďarská liga 1971/72  | 29     | 2    | Vasas SC             |
| 1. maďarská liga 1972/73  | 30     | 1    | Vasas SC             |
| 1. maďarská liga 1973/74  | 26     | 0    | Vasas SC             |
| 1. maďarská liga 1974/75  | 25     | 1    | Vasas SC             |
| 1. maďarská liga 1975/76  | 29     | 0    | Vasas SC             |
| 1. maďarská liga 1976/77  | 32     | 3    | Vasas SC             |
| 1. maďarská liga 1977/78  | 24     | 1    | Vasas SC             |
| 1. maďarská liga 1978/79  | 33     | 0    | Vasas SC             |
| 1. maďarská liga 1979/80  | 28     | 0    | Vasas SC             |
| 1. maďarská liga 1980/81  | 29     | 0    | Vasas SC             |
| 1. maďarská liga 1981/82  | 23     | 0    | Vasas SC             |
| 2. španělská liga 1982/83 | 19     | 0    | Recreativo de Huelva |
| 2. maďarská liga 1983/84  | 4      | 0    | Volán SC             |
| CELKEM 1. liga            | 349    | 10   |                      |